# Marcos Mathías
Marcos Mathías (Maracay, 12 maggio 1970) è un allenatore di calcio ed ex calciatore venezuelano, di ruolo centrocampista.

## Carriera

### Giocatore

#### Club
Ha giocato nella prima divisione venezuelana. In carriera ha anche giocato in totale 4 partite nella Coppa Libertadores.

#### Nazionale
Ha partecipato alla Coppa America del 1993 ed a quella del 1995. Tra il 1993 ed il 1997 ha giocato in totale 18 partite con la nazionale venezuelana.

### Allenatore
Ha allenato la nazionale venezuelana Under-20 (con cui ha partecipato a due campionati sudamericani di categoria), i Mineros (nella prima divisione venezuelana) ed il Carabobo (sempre in questo torneo).

## Palmarès

### Giocatore

#### Competizioni nazionali
- Copa Venezuela: 1

Trujillanos: 1992